# Élections générales irlandaises de 1957
L’élection générale irlandaise de 1957 s'est tenue le 5 mars 1957. 146 des 147 députés sont élus et siègent au Dáil Éireann.

## Mode de scrutin
Les élections générales irlandaises se tiennent suivant un scrutin proportionnel plurinominal avec scrutin à vote unique transférable. En effet, le Ceann Comhairle, qui préside le Dáil Éireann, est automatiquement réélu, conformément à l'article 16, alinéa 6, de la Constitution.

## Résultats

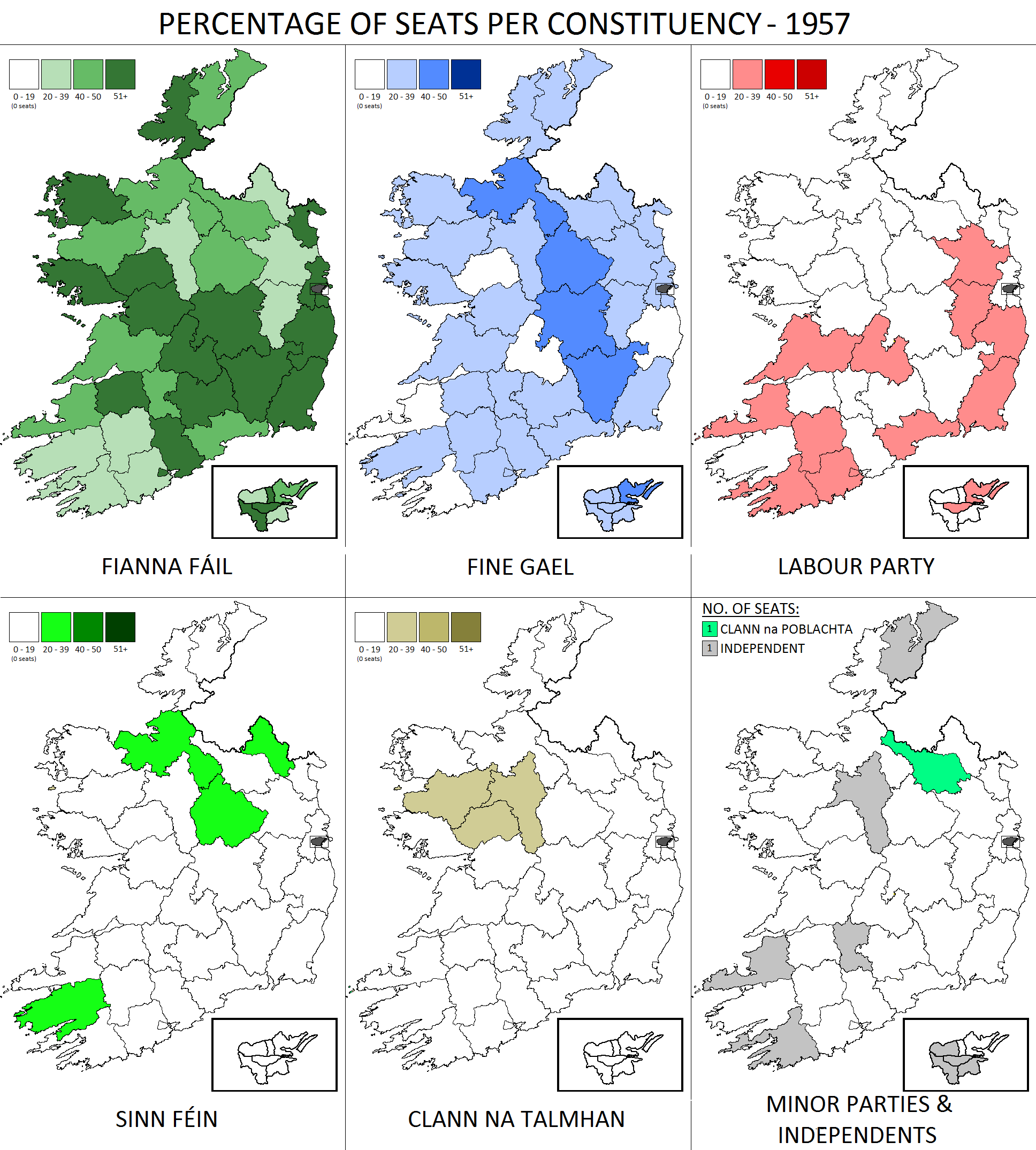
Résultats par circonscription

| Parti                                              | Parti                                | Leader               | Voix      | %      | +/- | Sièges | +/-        | % du Dáil |
| -------------------------------------------------- | ------------------------------------ | -------------------- | --------- | ------ | --- | ------ | ---------- | --------- |
|                                                    | Fianna Fáil                          | Éamon de Valera      | 592 994   | 48,3 % | 4,9 | 78     | 13         | 53,1      |
|                                                    | Fine Gael                            | Richard Mulcahy      | 326 699   | 26,6 % | 5,4 | 40     | 10         | 27,2      |
|                                                    | Parti travailliste                   | William Norton       | 111 747   | 9,1 %  | 3,0 | 12     | 7          | 8,2       |
|                                                    | Sinn Féin                            | Paddy McLogan        | 65 640    | 5,3 %  | 5,2 | 4      | 4          | 2,7       |
|                                                    | Clann na Talmhan                     | Joseph Blowick       | 28 905    | 2,4 %  | 1,4 | 3      | 2          | 2,0       |
|                                                    | Clann na Poblachta                   | Seán MacBride        | 20 632    | 1,7 %  | 1,4 | 1      | 2          | 0,7       |
|                                                    | Association irlandaise des ménagères |                      | 4 797     | 0,4 %  |     | 0      |            | 0         |
|                                                    | Association des contribuables        |                      | 3 113     | 0,3 %  |     | 0      |            | 0         |
|                                                    | Indépendants                         | Indépendants         | 72 492    | 5,9 %  | 0,6 | 9      | 4          | 6,1       |
| Votes blancs et nuls                               | Votes blancs et nuls                 | Votes blancs et nuls | 11 540    |        |     |        |            |           |
| Total                                              | Total                                | Total                | 1 238 559 | 100 %  |     | 147    | stagnation | 100       |
| Participation                                      | Participation                        | Participation        | 1 738 278 | 71,3 % |     |        |            |           |
| Un gouvernement Fianna Fáil majoritaire est formé. |                                      |                      |           |        |     |        |            |           |